# Ателета
Ателета (итал. Ateleta) — коммуна в Италии, располагается в области Абруццо, в провинции Л’Акуила.
Население составляет 41027 человек (2008 г.), плотность населения составляет 394 чел./км². Занимает площадь 104 км². Почтовый индекс — 67051. Телефонный код — 0863.
Покровительницей коммуны почитается Пресвятая Богородица (Madonna di Pietraquaria).

## Демография
Динамика населения:

## Администрация коммуны
- Официальный сайт: http://www.comune.avezzano.aq.it/